# Koonan
Koonan  è una città, sottoprefettura e comune della Costa d'Avorio, situata nel dipartimento di Ouaninou. Conta una popolazione di 6 553 abitanti (censimento 2014).